# Джіва Госвамі
Шріла Джіва Ґосвамі (Jīva Gosvāmī IAST; 1511—1596) — один з найвидатніших крішнаїтський богословів і філософів. Джіва Ґосвамі був одним із вріндаванських Ґосвамі, племінником провідних діячів цієї групи — Рупи Ґосвамі і Санатани Ґосвамі. Він був плідним письменником і автором великої кількості філософських праць з Ґаудія-вайшнавського богослов'я і практики бгакті-йоґи.
Вайшнави, вішнуїти вважають Джіву Ґосвамі втіленням Віласа-Манджарі, Ґопі-служниці Радги і Крішни в духовному світі.

## Біографія

### Сім'я, народження і ранні роки
Дуже мало відомо про дитячі роки Джіви Ґосвамі. Він народився у селі Рамакелі, що в сучасному окрузі Малда, Західна Бенґалія. Його батьком був Валлабга Малліка (відоміший під назвою "Анупама) — молодший брат Рупи і Санатани Ґосвамі; ім'я його матері невідомо. З самого раннього дитинства Джіва виявив схильність до поклоніння Крішні і надзвичайний інтелект, завершивши вивчення санскритської граматики і поезії за короткий період часу.
Коли Джіві було три чи чотири роки від народження, Рупа і Санатана пішли у відставку зі своїх міністерських постів при дворі Алауддін Хуссейн Шаха (правив у період з 1493 р. до 1519 р.). До цього кроку їх підштовхнула зустріч з Чайтан'єю Махапрабгу (1486—1534), до якого вони вирішили приєднатися як мандрівні жебраки. Батько Джіви, Анупама, зустрівся з Чайтан'єю в той же самий час і пішов по стопах своїх старших братів, відправившись разом з Рупою під Вріндавану.

### Джіва залишає будинок
Дізнавшись про те, що його батько і дядьки прийняли рішення присвятити своє життя служінню Чайтан'ї Махапрабгу та його місії, молодий Джіва також вирішив приєднатися до них. Згідно з біографічною роботою «Бгакті-ратнакара» авторства Нарахарі Чакраварті, Чайтанья з'явився Джіві уві сні і закликав його залишити будинок і приєднається до Рупи і Санатани під Вріндаваною. З біографій Джіва не ясно, чи зустрічався він коли-небудь з Чайтан'єю.
Джіва прибув у Навадвіпу в Західній Бенґалії, де зустрівся з одним із найближчих супутників Чайтан'ї — Ніт'янандою. Ніт'янанда провів Джіву по всіх святих місцях Навадвіпи. Це поклало початок Ґаудія-вайшнавської традиції Навадвіпа-парікрами (щорічного паломництва по дев'яти островах Навадвіпи). Після парікрами, Ніт'янанда дав свої благословення молодому Джіві відправитися до Вріндавани.

### Останній період життя у Вріндавані і смерть
Спочатку Джіва відправився до Варанасі, де провів якийсь час навчаючись у Мадгусудани Від'явачаспаті, учня знаменитого в той час логіка і ведантиста Сарвабгауми Бгаттачар'ї. Під керівництвом Від'явачаспаті, Джіва вивчив всі шість систем індуїстської філософії.
У 1535 р. Джіва прибув у Вріндавану, де приєднався до Рупи і Санатани. Приблизно в цей час помер батько Джіви Анупама. Під Вріндаваною Джіва прийняв духовне посвячення від рупи Госвамі, який навчив його принципам відданого служіння Крішні. Джіва допоміг у складанні літературних праць Рупі і Санатані, а також в їхній роботі щодо проповіді Ґаудія-вайшнавізму і розкопках забутих святих місць Вріндавани.
Після смерті Рупи і Санатани, Джіва Ґосвамі став найвищим авторитетом у Ґаудія-вайшнавській сампрадаї. У 1542 у він заснував один з найважливіших храмів Вриндавани, храм Радга-Дамодара, встановивши в ньому божества Радги і Крішни, які створив особисто Рупа Ґосвамі.
У 1558 р. Джіва дав настанову своїм учням, Нароттамі, Шрінівасі та Шьямананде відправитися в Бенгалію і проповідувати там Гауді-вайшнавську філософію, взявши з собою оригінали манускриптів рупи і Санатани.
Слава про ерудицію і духовніст. Джіви Госвамі дійшла до імператора Акбара Великого, який перетворився на його шанувальника і бажаючи якось допомогти йому, постачав Джіву папером для написання книг.
Джіва Госвамі помер у 1596 р.. Його самадхи розташований на території храму Радгі-Дамодара під Вріндавані.

## Внесок у Ґаудія-вайшнавське богослов'я
У коментарях «Сарва-самвадіні» до «Шат-сандарбхам» Джіва Госвамі вперше виклав філософію ачінтья-бхеда-абхеда Чайтан'ї Махапрабгу. За своєю суттю, філософія ачінтья-бхеда-абхеди або «незбагненного єдності і відмінності» уникає крайності моністичної адвайти Шанкари і чистого дуалізму Мадхви (двайти) розглядаючи матеріальну та духовну енергію Особи Бога як одночасно тотожні з Ним і відмінні від Нього.

### Праці
Існує близько 25 літературних праць, автором яких вважається Джіва Госвамі:
1. Харі-намамріта-в'якарана — у цій роботі з граматики санскриту Джіва Госвамі пояснює кожне слово, склад або граматичне правило в зв'язку з Крішною його лілами.
2. Сутра-Маліка — праця з граматики санскриту, що пояснює походження санскритських слів.
3. Дхату-санграха — пояснює дієслівні корені санскритських слів.
4. Радга-Крішна-Арча-чандріка
5. Расамріта-шеша — присвячена темі словотворення на санскриті. Дана робота Джіва базується на «сахитья-дарпане» Вішванатхі Кавіраджа. Джіва Госвамі також наводить багато своїх власних прикладів і трактувань інших Госвамі Вріндавана.
6. Мадхава-махотсава — у цій праці Джіва Госвамі описує церемонію коронації Радхі на пост цариці Вріндавана.
7. Санкалпа-калпадрума — Джіва Госвамі у формі молитви пояснює вісім щоденних лив Радгі і Крішни (Ашта-калію-лила).
8. 'Гопала-вірудавалі — невелика поема з 38 віршів, що оспівує славу Гопала (Крішни).
9. Бхавартха-Сучак-ЧАМШ
10. Коментар на "Гопала-Тапані-упанішад — «Гопала-Тапані-упанішада» — це одна з Упанішад канону Муктіка, яка має особливе значення для кришнаїтів, так як Крішна оголошується в ній Верховної Особистістю Бога. Коментар Джіва до цього тексту називається «Сукха-бодхіні».
11. Коментар на "Брахма-самхита — «Брахма-самхита» була знайдена Чайтаньєю Махапрабгу в храмі Аді-Кешаво в Кералі, під час паломництва по Південній Індії. Коментар Джіва на цей текст називається «Діг-даршіні».
12. Коментар на "Бгакті-расамріта-сіндгу — коментар Джіва Госвамі «Дургама-сангамані» на «Бгакті-расамріта-сіндгу» рупи Госвамі.
13. Коментар на „Уджвал-ніламані — цей коментар Джіва на «Уджвалу-ніламані» рупи Госвамі називається «Лочана-рочані».
14. Коментар на «Йогасара-ставаку
15. Агні-пуранастха-Гаятри-бхашья — ця робота являє собою коментар на Брахма-Гаятри мантру з»Агні-Пурани“, голови 216—217 .
16. Падма-пуранокта-Крішна-пада-падма-чхну — цей текст Джіва описує відмітні знаки на стопах Крішни, згідно з тим, як вони описані в «Падма-пурані».
17. Шрі Радхіка-кара-пада-стхіта-чхну — в цьому невеликому за обсягом працю Джіва Госвамі описує відмітні знаки на руках і стопах Радхі.
18. Лагху-вайшнава-тошані — коментар Джіва Госвамі на «Шрімад-Бхагаватам».
19. Гопала-ЧАМШ — поема в двох частинах. Перша частина, пурва-ЧАМШ, складається з 33 глав і присвячена життю Крішни у Вріндавані. Друга частина, Уттар-ЧАМШ, складається з 37 розділів і описує ліли Крішни після того як він залишив Вриндаван, а також почуття розлуки, які мешканці Вріндавана випробовують у його відсутність.
20. Шат-сандарбхі («Шість збірників») — фундаментальна праця на санскрите, в якому в систематизованому вигляді представлено богослов'я гаудія-вайшнавізму.